# Premiership Rugby 2008-09
La temporada 2008-2009 de la Guinness Premiership comenzó el 6 de septiembre de 2008 y terminó con la final del 16 de mayo de 2009. Esta liga es la de máximo nivel de Rugby Union de Inglaterra.
Esta temporada se introdujeron las controvertidas Reglas Experimentales, aunque sólo fueron 13 aplicadas, en contraposición con las 30 probadas en el Super 14.

## Resumen de temporada
Los Leicester Tigers, que acabaron como primeros en la clasificación de la liga regular, ganaron el campeonato tras ganar a Bath en las semifinales por 24-10 y vencer en la final de Twickenham por 10-9 a los London Irish.
Si nos fijamos en la temporada regular, los seis primeros equipos se aseguraron su participación en la Heineken Cup 2009-2010, gracias a que los Leicester Tigers llegaron hasta la final de la competición europea de clubes, asegurando, de esta forma, una séptima plaza para la siguiente edición de la copa más importante del rugby europeo para Inglaterra. Los cuatro semifinalistas de la Premiership - Leicester, Harlequins, London Irish y Bath - junto con los Sale Sharks y Gloucester se aseguraron sus plazas en la Heineken Cup. La séptima plaza se la aseguraron los Northampton Saints cuando ellos vencieron al equipo del Top 14 francés del Bourgoin en la final de la European Challenge Cup 2008-2009 del 22 de mayo de 2009. El resto de los clubes que competirán en la siguiente edición (2009-2010) de la Premiership jugará en la European Challenge Cup 2009-2010.
El equipo que acaba último de la tabla clasificatoria al final de la liga regular desciende y es reemplazado por el equipo que ganó la National Division One. Esta temporada, Bristol descendió, y será reemplazado por el Leeds Carnegie, que consiguió la promoción en la primera oportunidad de la que dispuso.

## Clasificación
| \| \| Clasificación Guinness Premiership 2008-2009 \| |                                              |      |    |   |    |     |     |      |    |    |    |    |        |
| | Equipo                                       | Jug. | G  | E | P  | PF  | PC  | +/-  | EF | EC | BO | BD | Puntos |
| 1 | Leicester Tigers (F) (C)                     | 22   | 15 | 1 | 6  | 582 | 401 | +181 | 62 | 40 | 5  | 4  | 71     |
| 2 | Harlequins                                   | 22   | 14 | 1 | 7  | 519 | 387 | +132 | 60 | 36 | 5  | 3  | 66     |
| 3 | London Irish (F)                             | 22   | 12 | 1 | 9  | 551 | 386 | +165 | 64 | 36 | 7  | 9  | 66     |
| 4 | Bath Rugby                                   | 22   | 13 | 2 | 7  | 539 | 441 | +98  | 58 | 48 | 4  | 5  | 65     |
| 5 | Sale Sharks                                  | 22   | 13 | 0 | 9  | 447 | 410 | +37  | 44 | 36 | 5  | 5  | 61*    |
| 6 | Gloucester                                   | 22   | 12 | 0 | 10 | 435 | 448 | -13  | 43 | 44 | 5  | 4  | 57     |
| 7 | London Wasps                                 | 22   | 11 | 0 | 11 | 431 | 416 | +15  | 33 | 42 | 2  | 7  | 53     |
| 8 | Northampton Saints                           | 22   | 10 | 1 | 11 | 443 | 434 | +9   | 41 | 40 | 2  | 5  | 49     |
| 9 | Saracens                                     | 22   | 9  | 0 | 13 | 437 | 447 | -10  | 38 | 38 | 3  | 8  | 47     |
| 10 | Newcastle Falcons                            | 22   | 9  | 1 | 12 | 362 | 456 | -94  | 38 | 43 | 2  | 4  | 44     |
| 11 | Worcester Warriors                           | 22   | 7  | 2 | 13 | 348 | 530 | -182 | 30 | 64 | 0  | 2  | 34     |
| 12 | Bristol Rugby (D)                            | 22   | 2  | 1 | 19 | 299 | 637 | -338 | 33 | 77 | 1  | 6  | 17     |
| Si los equipos están empatados en la clasificación, se aplican los desempates en el siguiente orden: 1. Número de partidos ganados 2. Diferencia de puntos entre a favor y en contra 3. Número total de puntos a favor 4. Suma de puntos realizados en los partidos entre los equipos empatados 5. Número de partidos ganados excluyendo el primer partido, entonces el segundo y así hasta romper el empate |                                              |      |    |   |    |     |     |      |    |    |    |    |        |
| En fondo verde se representan las plazas de Play-Off, y las plazas recibidas para la Heineken Cup 2009-2010. En fondo azul se representan los equipos que tienen plaza para la siguiente Heineken Cup pero no se han clasificado para los Play-Off. Northampton Saints recibe una plaza para la Heineken Cup por haber ganado la European Challenge Cup 2008-2009. En fondo rosa se muestra la plaza de descenso. Referencia www.guinnesspremiership.com: Actualizado 26 de abril de 2009 (C) = Campeón, (F) = Finalista y (D) = Descendido |                                              |      |    |   |    |     |     |      |    |    |    |    |        |
| * Sale Sharks pierde un punto por alinear un jugador no elegible |                                              |      |    |   |    |     |     |      |    |    |    |    |        |
| | Clasificación Guinness Premiership 2008-2009 |      |    |   |    |     |     |      |    |    |    |    |        |

## Resultados de la Liga Regular

### Tabla de resultados
El equipo de casa es el indicado a la columna de la izquierda:
| Equipos            | BAT   | BRI   | GLO   | HAR   | LEI   | LOI   | LOW   | NEW   | NOR   | SAL   | SAR   | WOR   |
| Bath Rugby         |       | 45-8  | 17-21 | 3-19  | 25-21 | 20-20 | 22-14 | 36-25 | 25-14 | 24-20 | 33-12 | 37-19 |
| Bristol Rugby      | 20-33 |       | 10-29 | 14-17 | 17-23 | 13-18 | 18-36 | 3-35  | 14-13 | 6-9   | 16-23 | 37-18 |
| Gloucester Rugby   | 36-27 | 39-10 |       | 24-20 | 8-20  | 23-21 | 24-22 | 39-23 | 33-10 | 24-17 | 22-16 | 6-13  |
| Harlequins         | 21-14 | 31-13 | 14-9  |       | 26-26 | 27-28 | 32-10 | 31-12 | 27-6  | 38-20 | 21-15 | 60-14 |
| Leicester Tigers   | 24-22 | 73-3  | 24-10 | 27-14 |       | 24-22 | 19-28 | 20-3  | 29-19 | 37-31 | 46-16 | 38-5  |
| London Irish       | 16-20 | 38-21 | 42-12 | 9-14  | 28-31 |       | 26-14 | 48-8  | 32-27 | 28-6  | 27-14 | 38-17 |
| London Wasps       | 23-27 | 21-19 | 34-3  | 24-18 | 36-29 | 21-16 |       | 12-6  | 9-5   | 13-12 | 33-24 | 10-11 |
| Newcastle Falcons  | 14-15 | 17-3  | 10-7  | 24-16 | 14-10 | 8-24  | 17-23 |       | 32-22 | 9-14  | 13-9  | 16-16 |
| Northampton Saints | 28-28 | 30-8  | 40-22 | 23-13 | 17-13 | 21-17 | 24-20 | 13-19 |       | 38-3  | 20-15 | 21-13 |
| Sale Sharks        | 23-16 | 32-13 | 23-9  | 28-6  | 27-13 | 14-8  | 31-3  | 25-32 | 24-18 |       | 18-15 | 9-17  |
| Saracens           | 20-16 | 37-13 | 21-25 | 21-24 | 13-16 | 16-13 | 19-14 | 44-14 | 26-12 | 24-23 |       | 23-6  |
| Worcester          | 17-34 | 20-20 | 14-10 | 23-30 | 17-19 | 15-32 | 13-12 | 26-11 | 12-22 | 20-37 | 22-8  |       |

|  | Victoria en casa |  | Empate |  | Derrota en casa |

### Resultados detallados
Los puntos marcados por cada equipo están puestos en la columna central y los ensayos marcados por cada equipo se ponen en las columnas laterales. 

#### Partidos de ida
| 2 | London Irish | 26 | 14 | London Wasps | 2 |
| 2 | Saracens     | 21 | 24 | Harlequins   | 2 |
| 2 | Northampton  | 21 | 13 | Worcester    | 1 |
| 2 | Bristol      | 20 | 33 | Bath         | 3 |
| 0 | Newcastle    | 9  | 14 | Sale         | 1 |
| 1 | Gloucester   | 8  | 20 | Leicester    | 2 |

| 0 | Sale         | 18 | 15 | Saracens     | 0 |
| 3 | Bath         | 17 | 21 | Gloucester   | 2 |
| 5 | Harlequins   | 31 | 13 | Bristol      | 1 |
| 3 | Leicester    | 24 | 22 | London Irish | 3 |
| 1 | London Wasps | 10 | 11 | Worcester    | 1 |
| 2 | Newcastle    | 32 | 22 | Northampton  | 1 |

| 0 | Bristol      | 6  | 9  | Sale         | 0 |
| 2 | Gloucester   | 24 | 20 | Harlequins   | 3 |
| 2 | London Irish | 16 | 20 | Bath         | 1 |
| 3 | Northampton  | 24 | 20 | London Wasps | 1 |
| 2 | Worcester    | 17 | 19 | Leicester    | 1 |
| 5 | Saracens     | 44 | 14 | Newcastle    | 2 |

| 2 | Sale       | 23 | 9  | Gloucester   | 0 |
| 2 | Newcastle  | 17 | 3  | Bristol      | 0 |
| 1 | Leicester  | 19 | 28 | London Wasps | 1 |
| 5 | Bath       | 37 | 19 | Worcester    | 1 |
| 2 | Saracens   | 26 | 12 | Northampton  | 0 |
| 3 | Harlequins | 27 | 28 | London Irish | 3 |

| 5 | Gloucester   | 39 | 23 | Newcastle   | 3 |
| 2 | London Wasps | 23 | 27 | Bath        | 4 |
| 1 | Bristol      | 16 | 23 | Saracens    | 1 |
| 3 | Leicester    | 29 | 19 | Northampton | 1 |
| 4 | London Irish | 28 | 6  | Sale        | 0 |
| 2 | Worcester    | 23 | 30 | Harlequins  | 4 |

| 0 | Sale       | 9  | 17 | Worcester    | 1 |
| 3 | Bath       | 25 | 21 | Leicester    | 2 |
| 2 | Bristol    | 14 | 13 | Northampton  | 1 |
| 3 | Harlequins | 32 | 10 | London Wasps | 1 |
| 1 | Newcastle  | 8  | 24 | London Irish | 3 |
| 2 | Saracens   | 21 | 25 | Gloucester   | 3 |

| 5 | Gloucester   | 39 | 10 | Bristol    | 1 |
| 2 | Worcester    | 26 | 11 | Newcastle  | 1 |
| 3 | Northampton  | 28 | 28 | Bath       | 3 |
| 3 | Leicester    | 27 | 14 | Harlequins | 1 |
| 3 | London Irish | 27 | 14 | Saracens   | 1 |
| 3 | London Wasps | 12 | 13 | Sale       | 3 |

| 3 | Sale       | 27 | 13 | Leicester    | 1 |
| 2 | Newcastle  | 17 | 23 | London Wasps | 1 |
| 4 | Gloucester | 33 | 10 | Northampton  | 1 |
| 1 | Bristol    | 13 | 18 | London Irish | 2 |
| 2 | Harlequins | 21 | 14 | Bath         | 1 |
| 3 | Saracens   | 23 | 6  | Worcester    | 0 |

| 2 | Leicester    | 20 | 3  | Newcastle  | 0 |
| 3 | London Wasps | 33 | 24 | Saracens   | 2 |
| 2 | Bath         | 24 | 20 | Sale       | 3 |
| 4 | London Irish | 42 | 12 | Gloucester | 0 |
| 2 | Northampton  | 23 | 13 | Harlequins | 1 |
| 2 | Worcester    | 20 | 20 | Bristol    | 2 |

| 4 | Sale       | 31 | 3  | London Wasps | 0 |
| 1 | Saracens   | 16 | 13 | London Irish | 1 |
| 0 | Bourgoin   | 9  | 13 | Bayonne      | 1 |
| 3 | Bath       | 25 | 14 | Northampton  | 1 |
| 1 | Bristol    | 10 | 29 | Gloucester   | 4 |
| 2 | Harlequins | 26 | 26 | Leicester    | 2 |

| Undécima jornada sábado 3, domingo 4 y sábado 31 enero \| 1 \| Gloucester \| 22 \| 16 \| Saracens \| 1 \| \| 7 \| London Irish \| 48 \| 8 \| Newcastle \| 1 \| \| 3 \| Northampton \| 30 \| 8 \| Bristol \| 1 \| \| 2 \| Leicester \| 24 \| 22 \| Bath \| 3 \| \| 2 \| London Wasps \| 24 \| 18 \| Harlequins \| 2 \| \| 2 \| Worcester \| 20 \| 37 \| Sale \| 4 \| |              |    |    |            |   |
| 1 | Gloucester   | 22 | 16 | Saracens   | 1 |
| 7 | London Irish | 48 | 8  | Newcastle  | 1 |
| 3 | Northampton  | 30 | 8  | Bristol    | 1 |
| 2 | Leicester    | 24 | 22 | Bath       | 3 |
| 2 | London Wasps | 24 | 18 | Harlequins | 2 |
| 2 | Worcester    | 20 | 37 | Sale       | 4 |

#### Partidos de vuelta
| 1  | Sale        | 14 | 8  | London Irish | 1 |
| 3  | Northampton | 17 | 13 | Leicester    | 1 |
| 1  | Newcastle   | 10 | 7  | Gloucester   | 1 |
| 4  | Saracens    | 37 | 13 | Bristol      | 1 |
| 10 | Harlequins  | 60 | 14 | Worcester    | 2 |
| 1  | Bath        | 22 | 14 | London Wasps | 1 |

| 0 | Bristol      | 3  | 35 | Newcastle  | 4 |
| 0 | London Irish | 9  | 14 | Harlequins | 1 |
| 2 | Gloucester   | 24 | 17 | Sale       | 2 |
| 1 | Northampton  | 20 | 15 | Saracens   | 0 |
| 2 | Worcester    | 17 | 34 | Bath       | 4 |
| 3 | London Wasps | 36 | 29 | Leicester  | 4 |

| 4 | Sale         | 32 | 13 | Bristol      | 1 |
| 1 | Newcastle    | 13 | 9  | Saracens     | 0 |
| 3 | Bath         | 20 | 20 | London Irish | 3 |
| 2 | Harlequins   | 14 | 9  | Gloucester   | 0 |
| 5 | Leicester    | 38 | 5  | Worcester    | 1 |
| 0 | London Wasps | 9  | 5  | Northampton  | 1 |

| 4 | Gloucester   | 36 | 27 | Bath         | 3 |
| 1 | Northampton  | 13 | 19 | Newcastle    | 3 |
| 1 | Worcester    | 13 | 12 | London Wasps | 0 |
| 4 | London Irish | 28 | 31 | Leicester    | 3 |
| 2 | Bristol      | 14 | 17 | Harlequins   | 3 |
| 2 | Saracens     | 24 | 23 | Sale         | 3 |

| 6 | Bath         | 45 | 8  | Bristol      | 1 |
| 0 | Leicester    | 24 | 10 | Gloucester   | 1 |
| 2 | Harlequins   | 21 | 15 | Saracens     | 2 |
| 0 | Worcester    | 12 | 22 | Northampton  | 3 |
| 1 | Sale         | 25 | 32 | Newcastle    | 4 |
| 2 | London Wasps | 21 | 16 | London Irish | 1 |

| 2 | Bristol      | 17 | 23 | Leicester    | 2 |
| 3 | Gloucester   | 24 | 22 | London Wasps | 1 |
| 4 | Northampton  | 38 | 3  | Sale         | 0 |
| 5 | London Irish | 38 | 16 | Worcester    | 2 |
| 2 | Newcastle    | 24 | 16 | Harlequins   | 1 |
| 4 | Saracens     | 20 | 16 | Bath         | 1 |

| 3 | Bath         | 36 | 25 | Newcastle   | 3 |
| 6 | Leicester    | 46 | 16 | Saracens    | 1 |
| 2 | London Irish | 32 | 27 | Northampton | 2 |
| 4 | Harlequins   | 38 | 20 | Sale        | 1 |
| 2 | London Wasps | 21 | 19 | Bristol     | 3 |
| 1 | Worcester    | 14 | 10 | Gloucester  | 1 |

| 1 | Gloucester | 23 | 21 | London Irish | 2 |
| 3 | Harlequins | 27 | 6  | Northampton  | 0 |
| 3 | Sale       | 23 | 19 | Bath         | 1 |
| 1 | Newcastle  | 14 | 10 | Leicester    | 1 |
| 6 | Bristol    | 37 | 18 | Worcester    | 2 |
| 1 | Saracens   | 19 | 14 | London Wasps | 1 |

| 0 | Bath         | 3  | 19 | Harlequins | 1 |
| 6 | London Irish | 38 | 21 | Bristol    | 3 |
| 4 | Northampton  | 40 | 22 | Gloucester | 3 |
| 1 | Worcester    | 22 | 8  | Saracens   | 1 |
| 5 | Leicester    | 37 | 31 | Sale       | 3 |
| 0 | London Wasps | 12 | 6  | Newcastle  | 0 |

| 4 | Sale        | 28 | 6  | Harlequins   | 0 |
| 2 | Northampton | 21 | 17 | London Irish | 1 |
| 2 | Bristol     | 18 | 36 | London Wasps | 5 |
| 1 | Saracens    | 13 | 16 | Leicester    | 2 |
| 2 | Newcastle   | 14 | 15 | Bath         | 2 |
| 0 | Gloucester  | 6  | 13 | Worcester    | 1 |

| Vigesimosegunda jornada sábado 25 abril \| 3 \| Bath \| 33 \| 18 \| Saracens \| 2 \| \| 5 \| Harlequins \| 31 \| 12 \| Newcastle \| 2 \| \| 11 \| Leicester \| 73 \| 3 \| Bristol \| 0 \| \| 4 \| London Wasps \| 34\\|\\|}3\\|\\|Gloucester\\|\\|0 \| \| \| \| \| 4 \| Sale \| 24 \| 18 \| Northampton \| 2 \| \| 2 \| Worcester \| 15 \| 32 \| London Irish \| 5 \| |              |                             |    |              |   |
| 3 | Bath         | 33                          | 18 | Saracens     | 2 |
| 5 | Harlequins   | 31                          | 12 | Newcastle    | 2 |
| 11 | Leicester    | 73                          | 3  | Bristol      | 0 |
| 4 | London Wasps | 34\|\|}3\|\|Gloucester\|\|0 |    |              |   |
| 4 | Sale         | 24                          | 18 | Northampton  | 2 |
| 2 | Worcester    | 15                          | 32 | London Irish | 5 |

## Fase Final

### Semifinales
| 9 de mayo de 2009 | Leicester Tigers | 24 - 10 | Bath | Walkers Stadium, Leicester |  |
|                   |                  | Reporte |      |                            |  |

| 9 de mayo de 2009 | Harlequins | 0 - 17  | London Irish | Twickenham Stoop, Londres |  |
|                   |            | Reporte |              |                           |  |

### Final
| 16 de mayo de 2009 | Leicester Tigers | 10 - 9  | London Irish | Twickenham, Londres |  |
|                    |                  | Reporte |              |                     |  |

| Bandera de Inglaterra    |
| Campeón Leicester Tigers |
| Octavo título            |

## Estadísticas

### Máximos anotadores
| Ptos. | Nombre          | Club               | Ens. | Con. | GC | Drop |
| ----- | --------------- | ------------------ | ---- | ---- | -- | ---- |
| 239   | Glen Jackson    | Saracens           | 1    | 18   | 62 | 4    |
| 212   | Butch James     | Bath Rugby         | 2    | 35   | 44 | 0    |
| 190   | Charlie Hodgson | Sale Sharks        | 5    | 24   | 35 | 4    |
| 156   | Stephen Myler   | Northampton Saints | 0    | 18   | 38 | 2    |
| 146   | Peter Hewat     | London Irish       | 3    | 19   | 30 | 1    |
| 146   | Danny Cipriani  | London Wasps       | 1    | 12   | 38 | 1    |
| 127   | Nick Evans      | Harlequins         | 2    | 12   | 30 | 1    |
| 126   | Toby Flood      | Leicester Tigers   | 4    | 14   | 26 | 0    |
| 125   | Olly Barkley    | Gloucester RFC     | 1    | 6    | 36 | 0    |
| 112   | Tom May         | Newcastle Falcons  | 5    | 15   | 18 | 1    |

### Máximos anotadores de ensayos
| Pos | Jugador         | Equipo             | Ensayos |
| --- | --------------- | ------------------ | ------- |
| 1   | Joe Maddock     | Bath Rugby         | 11      |
| 2   | Mark Cueto      | Sale Sharks        | 9       |
| 2   | David Lemi      | Bristol Rugby      | 9       |
| 2   | Ugo Monye       | Harlequin F.C.     | 9       |
| 2   | Johne Murphy    | Leicester Tigers   | 9       |
| 6   | Iain Balshaw    | Gloucester RFC     | 7       |
| 6   | Mike Brown      | Harlequin F.C.     | 7       |
| 6   | Paul Diggin     | Northampton Saints | 7       |
| 6   | Olly Morgan     | Gloucester RFC     | 7       |
| 6   | Lee Robinson    | Bristol Rugby      | 7       |
| 6   | Adam Thompstone | London Irish       | 7       |